# Bimmener Mühle
Die Bimmener Mühle war eine an der Niers gelegene Wassermühle in der Stadt Goch mit wahrscheinlich unterschlächtigem Wasserrad.

## Geographie
Die Bimmener Mühle hatte ihren Standort zwischen dem Gocher Mühlentor und der Aspermühle in der ehemaligen Ortschaft Bimmen, in der Stadt Goch, Kreis Kleve in Nordrhein-Westfalen. Oberhalb hatte die Ölmühle Goch, unterhalb die Aspermühle ihren Standort.
Die Niers hat hier eine Höhe von ca. 16 m über NN. Die Pflege und Unterhaltung des Gewässers obliegt dem Niersverband, der in Viersen seinen Sitz hat.

## Geschichte
In der ehemaligen Bauerschaft Bimmen (Bymmen) besaßen die Zisterzienserinnen der Abtei Graefenthal einen Hof und eine Mühle, die 1380 mehrfach urkundlich erwähnt wurde. Die reich begüterte Abtei bewirtschaftete sieben Mühlen in Eigenverantwortung oder in Verpachtung. Die Mühle brannte 1595, ebenso wie die Aspermühle, nieder und wurde nicht mehr aufgebaut. Die Bauerschaft Bimmen ging später völlig unter.